# Macronutriente
En nutrición, los macronutrientes son aquellos nutrientes que suministran la mayor parte de la energía metabólica del cuerpo. Los principales son glúcidos, proteínas, y lípidos. Otros incluyen alcohol y ácidos orgánicos. Se diferencian de los micronutrientes, las vitaminas y minerales, en que estos son necesarios en pequeñas cantidades para mantener la salud pero no para producir energía.
Los macronutrientes proporcionan la energía y los materiales de construcción para las innumerables sustancias que son esenciales para el crecimiento y la supervivencia de los organismos vivos.
Un nutriente es una sustancia usada para el metabolismo del organismo, y la cual debe ser tomada del medio ambiente. Los organismos no autótrofos (los heterótrofos) adquieren nutrientes a través de los alimentos que ingieren. Los métodos para la ingesta de alimentos son variables, los animales tienen un sistema digestivo interno, mientras que las plantas digieren los nutrientes externamente y luego son ingeridos. Los efectos de los nutrientes son dosis-dependiente.
Los nutrientes orgánicos incluyen glúcidos, lípidos y proteínas, así como vitaminas. Los componentes químicos inorgánicos como minerales, agua y oxígeno pueden también ser considerados como nutrientes. Un nutriente es esencial para un organismo cuando este no puede sintetizarlo en cantidades suficientes y debe ser obtenido de una fuente externa. Los nutrientes requeridos en grandes cantidades son llamados macronutrientes y los que son requeridos en cantidades más pequeñas se les conoce como:  micronutrientes.

## Tipos de nutrientes humanos
Los macronutrientes son definidos en diversas maneras.
- Los elementos químicos que los humanos consumen en grandes cantidades como carbono, hidrógeno, nitrógeno, oxígeno, fósforo y azufre.
- Las clases de componentes químicos que los humanos consumen en grandes cantidades y los cuales proveen energía como los glúcidos, proteínas y lípidos.
- Calcio, sal (sodio y cloruro), magnesio y potasio (junto con el fósforo y el sulfuro) son algunas veces adicionados a la lista de macronutrientes debido a que son requeridos en cantidades relativamente grandes comparadas con las vitaminas y otros minerales, y algunas veces son referidos como macrominerales.

Las vitaminas remanentes, minerales o elementos, son llamados micronutrientes, debido a que son requeridos en cantidades más pequeñas.

## Macronutrientes
Nutrientes requeridos en grandes cantidades por el organismo humano y que además aportan la energía necesaria para las diversas reacciones metabólicas, así como construcción de tejidos, sistemas y de las funciones corporales en general. Entre ellos tenemos:
- Glúcidos: Son compuestos orgánicos que constan de carbono, hidrógeno y oxígeno. En su forma más simple, la fórmula general es CnH2nOn. Varían desde azúcares (sacáridos) simples que contienen de 3 a 7 átomos de carbono hasta polímeros muy complejos. Son clasificados por el número de moléculas de azúcar: Monosacáridos (como la glucosa y fructosa), Disacáridos (como la sacarosa y lactosa), Oligosacáridos y polisacáridos (como el almidón, glucógeno y celulosa).

Los glúcidos en el cuerpo humano funcionan principalmente en la forma de glucosa, aunque unos cuantos tienen importancia estructural. Constituyen la fuente mayor de energía. Cada gramo produce 4 kcal, sin importar la fuente. La glucosa es indispensable para mantener la integridad funcional de los tejidos nerviosos, así como es necesaria para el metabolismo normal de las grasas. La fuente principal de glúcidos se origina en la dieta, en alimentos de origen vegetal, con excepción de la lactosa (azúcar de la leche). Plantas como cereales, frutas, verduras, así como azúcar de mesa.
- Proteínas: son componentes orgánicos conformados igualmente por carbono, hidrógeno y oxígeno, pero también contienen alrededor de 16% de nitrógeno, junto con azufre y en ocasiones otros elementos como fósforo, hierro y cobalto. La base de su estructura consiste en aminoácidos (compuestos orgánicos conformados por un grupo amino (NH2) y un grupo carboxilo (COOH)), unidos por enlaces peptídicos.[2]

El organismo no puede sintetizar algunos de estos aminoácidos (llamados aminoácidos esenciales) y la dieta debe ser suplementada con estos aminoácidos. Las proteínas son fraccionadas a través de la digestión por proteasas hasta convertirlas en aminoácidos libres. Las proteínas de la dieta participan en la síntesis de tejido proteico, en procesos anabólicos, para construir y mantener los tejidos corporales. También aportan energía al proveer 4 kcal/gr. Sin embargo, son considerablemente más caras, tanto por el gasto como por la cantidad de energía requerida para su metabolismo. También juegan un papel estructural no solo en los tejidos sino en la formación de enzimas, hormonas y varios líquidos corporales. Intervienen en el sistema inmunitario y en el transporte de grasas o triglicéridos (lipoproteínas), entre otras funciones.
Las fuentes principales de las proteínas las constituyen algunos alimentos de origen animal (muy especialmente la carne), legumbres y frutos secos. Si bien, muchos alimentos tienen cantidades de proteínas apreciables, como la pasta y el arroz. No obstante, la mayoría de alimentos tienen alguna cantidad de proteínas.
- Lípidos: Se refiere a toda aquella sustancia apolar presente en los alimentos, como por ejemplo ácidos grasos y esteroles. Los ácidos grasos generalmente se almacenan en forma de triglicéridos, que consisten en una molécula de glicerol unida a tres ácidos grasos. Los lípidos incluyen mantecas (grasas saturadas) y aceites (grasas no saturadas) ordinarios. Desde el punto de vista químico, los ácidos grasos son cadenas rectas de hidrocarburos que terminan en un grupo carboxilo en un extremo y en un grupo metilo en otro extremo.[2]

Los ácidos grasos se ramifican en cadenas hidrocarbonadas, conectadas por enlaces singulares (ácidos grasos saturados) o por enlaces dobles (ácidos grasos insaturados). Los ácidos grasos se clasifican por el número de carbonos, la posición del primer doble enlace y por el número de dobles enlaces. 
Las grasas, bajo la forma de triglicéridos en el tejido adiposo que es como se almacenan en el organismo, constituyen la principal forma de almacenamiento de energía. Las grasas son necesarias para mantener las membranas celulares funcionando apropiadamente, para aislar los órganos del cuerpo contra el shock, para mantener la temperatura del cuerpo estable y para mantener la salud de la piel y el cabello. 
El cuerpo no sintetiza ciertos ácidos grasos (llamados ácidos grasos esenciales) y la dieta deber ser suplementada con estos ácidos grasos. Los lípidos (grasas) tienen un alto contenido de energía de 9 kcal/g (aprox. 37,7 kJ/g). Evidentemente las fuentes principales las constituyen alimentos de origen animal, grasas y aceites vegetales.

## Sustancias que apoyan el metabolismo
- Oligoelementos, generalmente elementos traza, sales o iones como el cobre y hierro. Algunos de estos minerales son esenciales para el metabolismo humano.
- Las vitaminas son componentes orgánicos esenciales para el cuerpo. Ellas actualmente actúan como coenzimas o cofactores para varias proteínas en el cuerpo.
- El agua es un nutriente esencial y es el solvente en el cual todas las reacciones químicas de la vida tienen lugar.

## Nutrientes y plantas
Los elementos químicos consumidos en grandes cantidades por las plantas son carbono e hidrógeno. Están presentes en el medio ambiente en forma de agua y dióxido de carbono; la energía es provista por el sol. 
El nitrógeno, fósforo, potasio (Representados por el acrónimo NPK) y Magnesio, Calcio y Azufre son también requeridos en cantidades relativamente grandes. Juntos, estos son los elementos macronutrientes de las plantas. Usualmente son fuentes de componentes inorgánicos (ejemplo: dióxido de carbono, agua, nitrato, fosfato, sulfato) y orgánicos (ejemplo: carbohidratos, lípidos y proteínas), aunque las moléculas elementales diatómicas de nitrógeno y sobre todo el oxígeno a menudo sean usadas.
Otros elementos químicos son también necesarios para realizar varios procesos de vida y construir estructuras.

## Nutrientes esenciales y no esenciales
Los nutrientes son frecuentemente categorizados como esenciales o no esenciales. Los nutrientes esenciales son incapaces de ser sintetizados internamente y por ello el organismo debe adquirirlos a partir del medio ambiente que le rodea.
Para los humanos, estos incluyen ácidos grasos esenciales, aminoácidos esenciales, vitaminas y ciertos oligoelementos. El oxígeno y el agua también son esenciales para el ser humano, pero no son considerados como alimentos.
Los humanos pueden derivar la energía de una amplia variedad de lípidos, glúcidos, proteínas y pueden sintetizar otros aminoácidos requeridos a partir de estos nutrientes esenciales.
Los nutrientes no esenciales pueden tener aun un impacto significante sobre la salud, sea beneficioso o tóxico. Por ejemplo, la mayoría de la fibra dietética no es absorbida por el tracto digestivo humano, pero es importante en la digestión y absorción de otras sustancias. 